# Serapião de Tmuis
Serapião de Tmuis foi um monge egípcio de grande erudição e muito inteligente. Por certo período ele dirigiu a famosa Escola Catequética de Alexandria, mas renunciou de modo a ter mais tempo para as orações e reflexões. Lutou contra o macedonianismo e o arianismo. É considerado um santo e morreu em 370.

## Vida
Assim, ainda jovem ele era discípulo de Santo Antônio, o abade no deserto e foi um grande incentivador de Santo Atanásio de Alexandria, que nos conta isso em seu livro "A vida de Antônio". Nos conta ainda que Serapião visitou Antônio e discutiam vários assunto de alto teor teológico e complexidade e quando Antônio morreu, deixou para Serapião a sua túnica.
Anos mais tarde, quando Serapião foi consagrado Bispo de Tmuis (perto de Dióspolis) no delta do Rio Nilo, ele se tornou uma figura líder nos assuntos eclesiásticos. Ele foi um vigoroso oponente do arianismo (doutrina que dizia que o Filho não era consubstanciado com o Pai).
Por isso ele foi banido pelo imperador Constantino, mas foi chamado de o "grande confessor" por São Jerônimo. Tão logo a blasfêmia do macedonianismo apareceu, Serapião vigorosamente se opôs à negação da Divindade do Espírito Santo e informou Atanásio, que logo em seguida escreveu contra ela em quatro cartas dirigidas a Serapião em 359 (enquanto Atanásio estava escondido no deserto).

## Obras
A principal fonte para as suas obras é Jerônimo (De Vir. Illus., 99 ). Por ele, sabemos que Serapião também escreveu um excelente livro contra o maniqueísmo, além várias cartas e tratados sobre os Salmos, mas que se perderam com o tempo.
Acima de tudo São Serapião tornou-se conhecido por causa de um escrito sacramentário de sua autoria chamado Eucológio, que foi descoberto e publicado em 1899. Esta coleção de orações litúrgicas foi traduzido para várias línguas, inclusive o inglês, e era destinado primeiramente aos bispos. Não obstante, é muito usado pelo publico em geral em todo o oriente e pela Igreja Copta. 
Uma das obras dos apócrifos do Novo Testamento, a Vida de João Batista é atribuída a ele.